# Sportpark am Lotter Kreuz
Sportpark am Lotter Kreuz är en multifunktionell arena i Lotte, Nordrhein-Westfalen, Tyskland. Den används för närvarande mestadels för fotbollsmatcher och är hemmaarena för Sportfreunde Lotte. Arenan har en kapacitet för 7 474 åskådare och invigdes 1986.  